# Yusuke Murayama
Yusuke Murayama (村山 祐介 Murayama Yusuke?, nacido el 10 de junio de 1981 en Shizuoka) es un exfutbolista japonés.J. League (en japonés)</ref> Jugaba de defensa y su último club fue el Oita Trinita de Japón.

## Trayectoria

### Clubes
| Club            | País  | Año         |
| --------------- | ----- | ----------- |
| Shonan Bellmare | Japón | 2004 - 2007 |
| Omiya Ardija    | Japón | 2007 - 2009 |
| Oita Trinita    | Japón | 2010        |